# Doré (Côtes-d'Armor)
Le Doré est une rivière dont la partie finale de son cours a disparu au profit du canal de Nantes à Brest. Il est long de 8 km.
Son tracé est présent sur la carte de Cassini et par Alexis Rochon dans Projet d'un canal de navigation intérieure entre le port de Brest et la Loire à Nantes pour le début de son cours et par secteurs sur des plans cadastraux de 1825-1830 ("plan parcellaire du doré aux abords de l'ancien pont de bonen" et "le site de pont auffret sur le cadastre de 1825")[Lesquels ?].
Provenant des eaux de l'étang de Trébel (anciennement Trébezel) près de Glomel, il rejoignait le Blavet, dont il était donc un affluent de rive droite, à Gouarec et suivait latéralement les écluses du canal : Kerriou, Pont Auffret, Pont de Bonen, Restouel, Coat-Natous et Plélauf. Il avait comme affluents principaux le Restmenguy, le Petit-Doré et le Crennard.